# Lucksta
Lucksta – miejscowość (tätort) w Szwecji, w regionie administracyjnym (län) Västernorrland, w gminie Sundsvall.
Według danych Szwedzkiego Urzędu Statystycznego liczba ludności wyniosła: 637 (31 grudnia 2015), 617 (31 grudnia 2018) i 590 (31 grudnia 2019).